# Chrysocharis nigra
Chrysocharis nigra är en stekelart som beskrevs av Ikeda 1996. Chrysocharis nigra ingår i släktet Chrysocharis och familjen finglanssteklar. Inga underarter finns listade i Catalogue of Life.